# 40-й полк НГ (Україна)
40-й полк імені полковника Данила Нечая (40 П, в/ч 3008) — формування Національної гвардії України, що перебуває у складі Західного оперативно-територіального об'єднання. Місце дислокації — м.Вінниця.

## Історія
Наказом міністра МВС України № 011 від 19.03.1993 року на базі 481-го конвойного полку (в/ч 6689) була створена 8-ма окрема бригада внутрішніх військ (в/ч 3008).
Наказом Міністра Внутрішніх справ МВС України № 210 від 07.04.2000 року 8-ма окрема бригада внутрішніх військ МВС України перейменована на 40-й полк внутрішніх військ 5 дивізії головного управління внутрішніх військ МВС України — в/ч 3008.
Наказом Міністра Внутрішніх справ МВС України № 711 від 18.10.2000 року полк було передано в підпорядкування Управління Західного територіального командування ВВ МВС України (м.Львів).
Наказом Командувача ВВ МВС України № 526 від 21.12.2004 року 40 полк ВВ МВС України було передано в підпорядкування Управління Південного територіального командування (м.Одеса).
Частина з початку свого формування виконувала специфічні завдання по охороні виправно-трудових та лікувально-трудових установ, конвоюванню заарештованих та засуджених, охороні підсудних під час судових процесів, наданню допомоги міліції в охороні громадського порядку. На даний час частина виконує завдання з конвоювання, екстрадиції та охорони підсудних під час судових процесів, надання допомоги поліції в охороні громадського порядку.

### Російсько-українська війна
В 2014 році полк увійшов до складу новоствореної Національної гвардії України та брав участь в антитерористичній операції на сході.
14 жовтня 2020 року полку, "ураховуючи бойові заслуги, мужність, зразкове виконання покладених завдань, високий професіоналізм особового складу", було присвоєно почесне найменування "імені полковника Данила Нечая".
З 24 лютого 2022 року особовий склад військової частини 3008 Західного ОТО Національної гвардії України виконує службово-бойові завдання з відсічі ворога під час повномасштабного вторгнення російських військ в Україну. 
Відповідно до Указу Президента України від 08 липня 2023 року № 426/2023 «Про присвоєння звання Герой України», - військовослужбовцю військової частини капітан Сорока Андрій Віталійович удостоєний звання Героя України (посмертно).

## Структура
- патрульний батальйон
- стрілецький батальйон
- рота бойового та матеріального забезпечення[3]
- стрілецька рота (с. Пороги, Ямпільський район)[4]

## Командування
- (1988 - 2003) полковник Махотін Петро Григорович
- (2011 - 2013) полковник Буздиган Сергій Михайлович
- (2013 - 2016) полковник Чумак Василь Васильович
- (2016—2018) полковник Мамченко Сергій Григорович
- (2018 - 2024) полковник Джула Володимир Зіновійович
- (2024 - т.ч.) полковник Сірак Валентин Володимирович

## Втрати
- Дерен Сергій Васильович, солдат, помічник гранатометника, загинув 21 вересня 2014 року.
- Кулібаба-Бухов Віктор Анатолійович, солдат, стрілець-гранатометник, загинув 7 жовтня 2014 року.
- Москалюк Олександр Васильович, старший лейтенант, заступник командира роти з виховної роботи, загинув 14 жовтня 2014 року.
- Лабун Євген Васильович, солдат, кулеметник, загинув 14 жовтня 2014 року.
- Колівошко Олександр Володимирович, молодший сержант, помічник гранатометника, загинув 31 жовтня 2014 року.
- Каплінський Олександр Валерійович, підполковник, старший офіцер групи бойової та спеціальної підготовки, загинув 16 листопада 2014 року.
- Павлюк Сергій Олегович, старший солдат, кулеметник, загинув 12 липня 2015 року.
- Звізда Руслан Якович, головний сержант, загинув 08 жовтня 2022 року під н.п. Білогорівка, Луганська область